# Tuomo Ruutu
Tuomo Iisakki Ruutu (Vantaa, 16 febbraio 1983) è un hockeista su ghiaccio finlandese, di ruolo ala sinistra. Dalla stagione 2007-2008 gioca in NHL con la maglia dei Carolina Hurricanes. È il fratello minore di Jakko Ruutu, giocatore dello Jokerit, e dell'ormai ritirato Mikko Ruutu. Con la nazionale finlandese ha vinto il mondiale 2011.